# فجع

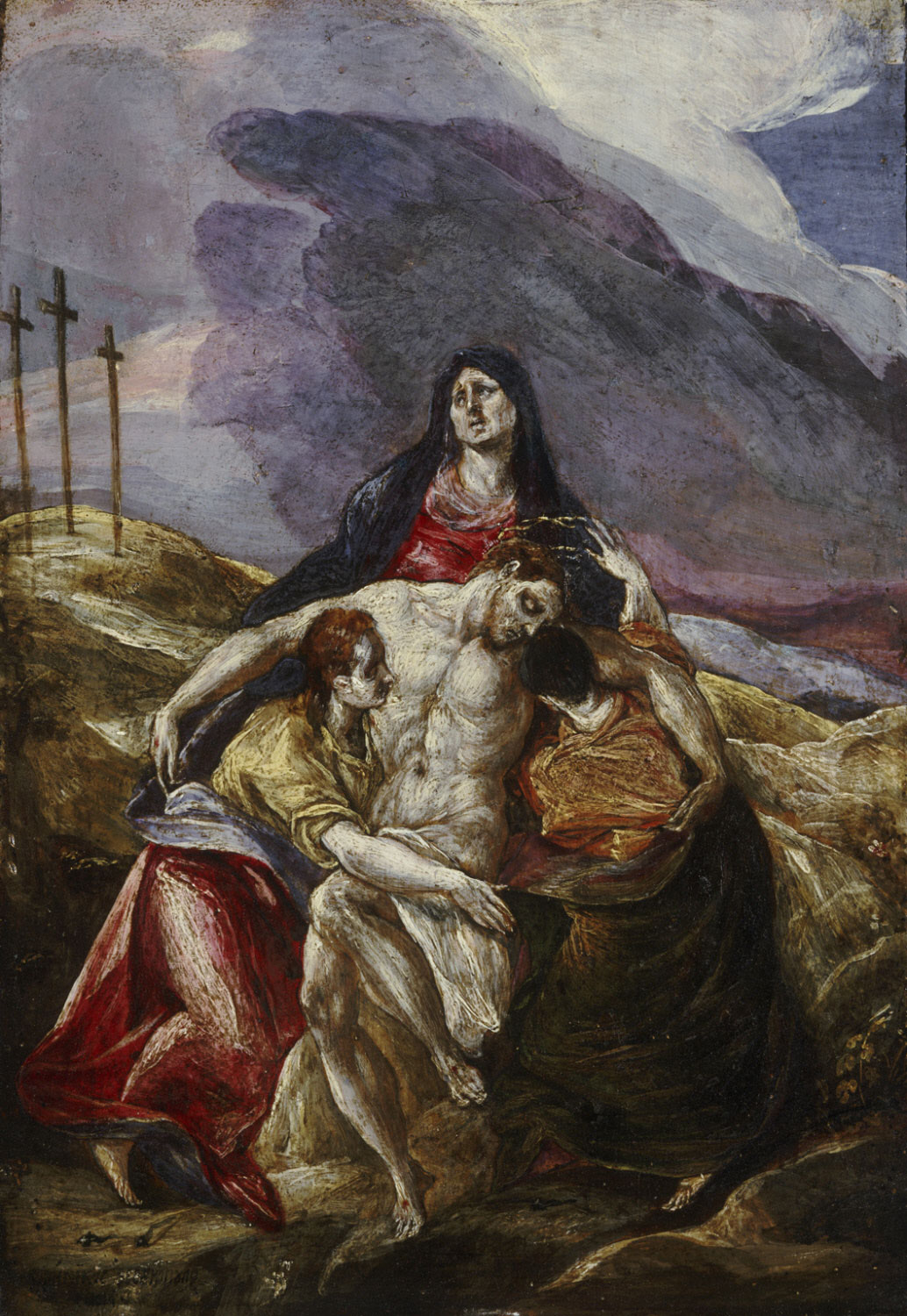
"Pieta" من قبل جريكو، 1571-1576. متحف الفنون بفيلادلفيا

الفجع هو استجابة متعددة الأوجه للخسارة، خصوصا عند فقدان شخص أو شيء تربطنا به علاقة قوية. على الرغم من أن تركيزنا يكون تقليديا على الاستجابة العاطفية للضياع، إلا أن له أبعادا جسدية، معرفية، سلوكية، اجتماعية وأبعادا فلسفية. يعتبر وفاة شخص محبوب تجربة إنسانية مشتركة سواء أكانت وفاة صديقا، أحد أفراد الأسرة أو أي رفيق آخر. بينما يستخدم في كثير من الأحيان مصطلحي الحزن والفجيعة بصورة متبادلة إلا أن الفجيعة غالبا ما تشير إلى حالة الفقدان ويشير الحزن إلى رد الفعل تجاه هذه الخسارة.
تتراوح الخسارة بين فقدان العمل، فقد الحيوانات الأليفة، المكانة والشعور بالأمان والنظام، أو ممتلكات إلى فقدان الأحباء. تتنوع استجابتنا للخسارة بصور متعددة حيث ذهب الباحثون بعيدا عن وجهات النظر التقليدية للحزن (وهو أن، ينتقل الناس خلال سلسة منتظمة يمكن التنبؤ بها من الردود على الخسارة) إلى واحدة من مجموعة واسعة من ردود الفعل التي تتأثر بالشخصية والأسرة والثقافة، والمعتقدات والممارسات الروحانية والدينية.
تعتبر الفجيعة جزء طبيعي من الحياة، إلا إنه يحمل درجة من المخاطرة عندما يصبح الدعم المتوفر محدود. تؤثر ردود الفعل الشديدة في العلاقات الأسرية وتسبب صدمة للأطفال، الأزواج وأفراد الأسرة الآخرين: حيث أن هناك خطر متزايد من انفصال الزوجين في أعقاب وفاة أحد الأطفال، على سبيل المثال. قد تواجه قضايا الإيمان والمعتقدات تحديا، حيث يقوم الشخص المفجوع بإعادة تقييم معتقداته الشخصية في مواجهة اللآلام العظيمة.
في حين أن العديد من الذين يواجهون حزنا ما قادرين على تحمله بشكل مستقل، إلا أن الحصول على دعم إضافي من علماء النفس المعتمدين أو الأطباء النفسيين قد تعزز عملية الشفاء. تعتبر مجموعات مشورة الحزن، مجموعات الدعم المهني أو الفصول التعليمية وجماعات دعم الأقران من المصادر الأولية المتاحة للمفجوعين. في الولايات المتحدة، تكون وكالات الدعم والراحة المحلية local hospice agencies مكانا أوليا هاما لدعم أولئك المفجوعين.

## نظريات وعمليات المرحلة

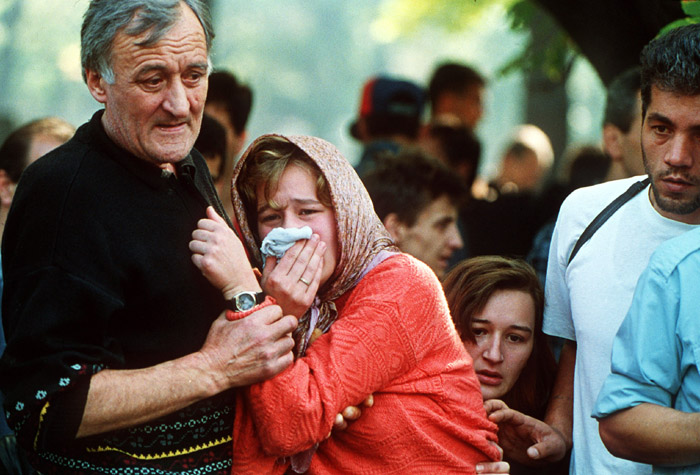
جنازة أثناء حصار سراييفو في عام 1992

وضع الدكتور إليزابيث Kübler روس مراحلا متتابعة للحزن بادئة بالإنكار، الغضب، المساومة، الاكتئاب ثم القبول، والتي يشار إليها عادة بـ"دورة الحزن".
وضعت نظرية نموذج المراحل هذا في الستينيات اعتمادا على مراقبة الناس الذين يواجهون أحد الوفيات. وجد هذا النموذج دعما تجريبيا في دراسة تاريخية قام بها Maciejewski  وآخرون. قام جورج بونانو بمراجعة عقدين من الدراسات العلمية التي تتبعت الناس الذين عانوا من خسائر في مختلف الثقافات، لكنه لم يثبت بشكل صريح نظرية Kübler روس. كان استنتاجه هو أن النظرية موضع نزاع.

## العمليات الفسيولوجية والعصبية
عند فحص بعض النساء الذين إستهلكم الحزن على وفاة الأم أو الأخت في الخمس سنوات الماضية بواسطة الرنين المغناطيسي الوظيفي وجد أنهم أصيبوا بالتهابات موضعية تقاس بتركيزات لعابية للسيتوكينات المعروفة باسم pro-inflammatory cytokines. يرتبط هذا بالتنشيط في القشرة الحزامية الأمامية والقشرة الأمامية المدارية. يرتبط أيضا بتذكر الكلمات المحفزة ذات الصلة بالحزن. مما يشير إلى أن الحزن يمكن أن يسبب الإجهاد، إلى أنه مرتبط بأجزاء العاطفة الموجودة في الفص الامامي.
من بين هؤلاء المفجوعين في الأشهر الثلاثة الماضية، الذين كانت لديهم أفكارا وذكريات كثيرة عن المتوفي أصبحوا يعانون من اللوزة البطنية ventral amygdala وفرط النشاط في القشرة الأمامية الحزامية لتذكرهم لخسارتهم. ترتبط إصابة اللوزة بشدة الحزن. بينما أولئك الذين يتجنبون مثل هذه الأفكار، يعانون بشكل مختلف حيث أن هناك نوع مقابل يوجد فيه نقص في تفعيل اللوزة الظهرية dorsal amgydala وقشرة الفص الجبهي الظهرباطني dorsolateral.
بينما هؤلاء الذين لا يتأثرون عاطفيا بذكريات خسارتهم، يظهر إجراء الرنين المغناطيسي الوظيفي لهم وجود اتصال وظيفي عالي بين قشرة الفص الجبهي الظهرباطني ونشاط اللوزة، مما يوحي أن العواطف تنظم نشاط الأجهزة. في حال ثبت أن الذين لديهم قدر أكبر من شدة الحزن يعانون من اتصال وظيفي متدني بين القشرة الأمامية الحزامية ونشاط اللوزة، مما يشير إلى أن نقص تنظيم الجزء السابق من الدماغ يعتمد على هذه الأخيرة.

## المخاطر
بدأت العديد من الدراسات على المفجوع بالتركيز على المخاطر المتزايدة للأمراض المرتبطة بالتوتر. أشار كولن موراي باركس في الفترة بين 1960s و1970s في انكلترا زيادة زيارات الطبيب، بسبب أعراض مثل ألم في البطن وصعوبة في التنفس، هكذا دواليك في الأشهر الستة الأولى بعد الوفاة.
وقد لاحظ آخرون زيادة معدلات وفيات (وارد، 1976) وبانش وآخرون.
كذلك تضاعفت مخاطر الانتحار بخمس مرات في سن المراهقة بعد وفاة أحد الوالدين. يضع الحزن عبئا كبيرا على الجسم وكذلك على النفس، مما يؤدي إلى التدهور النفسي والبكاء بشكل غير طبيعي.

## أنواع الحزن ومدته

حزن لا عزاء له، لإيفان Kramskoy.

«الحزن المعقد»، يشار إليه الآن أيضا بـ«الحزن لفترات طويلة»، يعتبر نوع مختلف عن الحزن العادي. عادة ما ينطوي الحزن العادي على مجموعة واسعة من ردود سلوكية وعاطفية عابرة على الخسارة. في حين أن تجربة الحزن هو عملية فردية جدا تعتمد على عوامل كثيرة، غالبا ما يتم ملاحظة بعض العوامل المشتركة.
الكوابيس، مشاكل الشهية، جفاف الفم، ضيق في التنفس، اضطرابات النوم والحركة المتكررة لتجنب الألم هي الأعراض المشتركة للذين يعانون من الحزن العادي. وحتى الهلوسة قد تكون طبيعية في مراحل الحزن العادي المبكرة.
بينما تكون الأمثلة على الحزن المعقد في أولئك الذين نجوا من محاولة انتحار (هسو، 2002). والاستجابة للحزن المعقد تعتمد على الشدة والتوقيت: فالحزن بعد سنة أو سنتين يبدأ في أن يصبح أسوء، إذا رافقه سلوك غير عادي، يعتبر علامة تحذير. فالوفاة مثل حالات الانتحار والقتل، الحوادث وغيرها من الوفيات المفاجئة والغير المتوقعة يمكن أن تؤدي إلى الحزن المعقد نظرا للصدمة المفاجئة.
حيث تجعل المفاجأة من الصعب تقبل «قصة» الخسارة، لذلك يكافح الشخص بهدف أولي وهو الإيمان أن الخسارة هي مجرد حدث. وتلعب المتغيرات المحيطة بالوفاة مثل التوقع، الطبيعية، وجود العنف، التناقض، درجة الارتباط وغيرها دورا في وجود الحزن المعقد. كثيرا ما يستمر الحزن المعقد لعدة سنوات. ربما ينفر معظم الناس (أصدقاء المعزين) عند سماع أن هذا النوع من الحزن قد يستمر لعدة سنوات.
هناك مشكلة في تحديد إذا ما كان الحزن مشكلة سريرية أم لا. في هذه الحالة، يتردد المشيعون في التعبير عن حزنهم لأن الحزن أصبح جزءا من هويتهم. افترض العلماء في تقارير لمجلة NeuroImage (العاشر من مايو 2008، على الإنترنت)، أن الحزن المعقد ينشط الخلايا العصبية في مراكز المكافأة في المخ، مما يعطى الذكريات خصائص تشبه الإدمان. وقد وجد الباحثون أن النشاط يكون في النواة المتكئة nucleus accumbens، وهي منطقة من الدماغ ترتبط بالمكافئة. وهي المنطقة التي ثبت أيضا أنها تلعب دورا في العلاقات الاجتماعية، مثل الأخوة والأمومة.

## أنواع الفجيعة
تختلف الفجائع على مدى الحياة فتختلف كذلك في ظواهرها ومشاكلها والتي غالبا ما ترتبط بالعمر وذلك لاختلاف المهارات المعرفية والعاطفية. حيث تكون ردة فعل الأطفال على خسارة أحد الوالدين مختلفة عن حزن الأرملة على زوجها المتوفي.
فتكون ردة الفعل على نوع من الفجائع طبيعي جدا ولكن نفس ردة الفعل هذه قد تكون مشكلة في فجيعة أخرى. يجب إتخاذ نوع الفقد في الاعتبار عند تحديد كيفية المساعدة.

### فجيعة الطفولة
عندما يموت أو يرحل أحد الوالدين أو مقدمي الرعاية، قد يعاني الأطفال من أعراض الأمراض النفسية، لكنها أقل حدة من الأطفال الذين يعانون من الاكتئاب الشديد (Cerel, 2006). يمكن لفقدان أحد الوالدين، أو الجد أو الأخ أو الأخت أن يسبب مشاكل مزعجة جدا في مرحلة الطفولة، لكن حتى في مرحلة الطفولة هناك اختلافات عمرية بالنسبة للخسارة. ربما نجد أن الأطفال الصغار جدا، تحت عمر السنة أو السنتين، ليس لديهم أي رد فعل في حال وفاة مقدم الرعاية، لكن هذا أبعد ما يكون عن الحقيقة.
فبمجرد نشوء الثقة والتبعية، يمكن أن يتسبب أي كسر في العلاقة أو حتى الانفصال مشاكل في نفسية الطفل، هذا ينطبق بصفة خاصة إذا جائت الخسارة في فترات حرجة مثل 8-12 شهرا، حيث تكون العواطف والفصل في قمة تكوينها، فيؤدي الانفصال القصير عن أحد الوالدين أو أي شخص آخر ممن يهتم بالطفل إلى الضيق النفسي له (اينسورث، 1963).
حتى مع نمو الطفل، فلا يزال الموت من الصعب استيعابه مما يؤثر على الطريقة التي يستجيب بها الطفل. فعلى سبيل المثال، يعتبر الأطفال حقيقة «الموت» شيء متغير: يمكن لطفل ما أن يعتقد أن أمه المتوفاة تعود باستخدام band-aid، الأطفال غالبا ينظرون إلى الموت كشيء يمكن الشفاء منه أو مؤقت وليس انفصالا.
تفسر ردود الفعل هنا على أنها سلوكيات «خارجية»: منها العودة إلى سلوكيات الطفولة المبكرة مثل مص الإبهام، التشبث بدمية أو سلوك غاضب فهم ليس لديهم النضج الكافي للحداد كشخص بالغ، إلا أن شدة الحزن موجودة. مع دخول الطفل سنوات ما قبل المراهقة والمراهقة يصبح هناك فهم أكثر نضجا.
المراهقون تتراوح ردود أفعالهم بين الجنوح أو على النقيض يحققون «كثيرا من الإنجازات»: تعتبر الإجراءات المتكررة من الأمور الشائعة مثل غسيل السيارات بشكل متكرر أو القيام المتكرر بمهام مثل الخياطة، ألعاب الكمبيوتر وغير ذلك في محاولة للبقاء 'فوق' الحزن. تعرض الخسارة الطفل كما ذكر من قبل ليس فقط للإمراض الجسدية ولكن أيضا للمشاكل العاطفية وزيادة خطر الانتحار، خاصة في فترة المراهقة.

### وفاة طفل
يمكن للطفل أن يموت في سن الرضاعة مثل السقط، الإجهاض، ولادة جنين ميت ، وفاة الأطفال حديثي الولادة، موت الرضع المفاجيء أو وفاة أحد الأطفال الأكبر سنا. في معظم الحالات، يجد الآباء أن الحزن مدمر وعلى الرغم من اعتقاد بعض الأشخاص أن وفاة الزوج هو أكثر أحداث الحياة ألما، فإن وفاة الطفل لا تزال من أشد أشكال الحزن، تعرض الإنسان لمزيد من المخاطر. هذه الخسارة تأخذ وقتا وربما تستمر مدى الحياة حيث لا يستطيع الوالد تقبل الخسارة وبدلا من ذلك يحاول استيعابها والتعايش معها. ربما يؤدي التدخل والدعم إلى إحداث فرقا في حياة الوالدين وفي نوع الحزن إلا أن المخاطر لا تزال كثيرة ويمكن أن تشمل تفكك الأسرة أو الانتحار. [بحاجة لمصدر]

ينتشر كذلك الشعور بالذنب، سواء أكان ذلك مبررا أم لا، تعرض الطبيعة الاعتمادية علاقة الوالدين لعدد من المشاكل لأنهم يسعون إلى التعامل مع هذا المصاب الجلل. بينما قد يعانى الآباء والأمهات الذين مروا بسقط جنينهم أو الإجهاض الخاطيء أو القسري من الاستياء تجاه الآخرين الذين نجح حملهم. نظرا لشدة عواطف الحزن، فإن الكثير من القرارات التي يتم تبنيها تكون غير عقلانية. [بحاجة لمصدر]

### وفاة أحد الزوجين
على الرغم من أن وفاة الزوج تغييرا متوقعا، إلا إنه خسارة قوية ولا سيما لشخص محب. فالزوج يصبح كلا منهما جزءا من الآخر بطريقة فريدة من نوعها: فيصف كثير من الرجال والنساء الأرامل حالتهم بأنهم فقدوا 'النصف' الأخر من أنفسهم. فبعد زواج طويل، في الأعمار المتقدمة، قد يجد كبار السن صعوبة في استيعاب أن يبدأ من جديد.
علاوة على ذلك، فإن معظم الأزواج قسموا 'مهامهم' أو 'عملهم'، على سبيل المثال، يهذب الزوج الفناء، تدفع الزوجة الفواتير وغيرها، مما يعني أنه بالإضافة إلى التعامل مع الحزن الكبير وتغيرات الحياة، تحمل مسؤوليات إضافية. قد تصبح أيضا العزلة الاجتماعية واردة، حيث يجد العديد من الأزواج صعوبة في التكيف مع الهوية الجديدة للأرمل.

### وفاة أحد الوالدين
بالنسبة للطفل، فإن وفاة أحد الوالدين، دون وجود الدعم للتحكم في آثار الحزن، قد يؤدي إلى أضرار نفسية على المدى الطويل. لذلك، فمن المهم أن يتم التعامل مع عواطف الطفل ومناقشتها بصراحة.
من المتوقع أن يتعامل البالغين مع وفاة أحد الوالدين بطريقة أقل عاطفية، مع ذلك، فإنها تستثير عواطف قوية للغاية. وهذا صحيح خصوصا عندما تحدث الوفاة في فترة مهمة أو صعبة من الحياة، كما هو الحال عندما تصبح والدا، أو عند التخرج أو أوقاتا أخرى من الضغط النفسي. من المهم أن ندرك الآثار التي يمكن أن تنتج عن فقدان أحد الوالدين. كشخص بالغ، فإن الرغبة في الانفتاح على الحزن وتفهمه تقل أحيانا. عدم قبول والتعامل مع الخسارة لن يؤدي إلا إلى المزيد من الألم والمعاناة.

### وفاة أحد الأخوة
يعتبر فقد أحد الأشقاء حدث مدمر. غالبا ما يكون حزن الشقيق حزن المحروم (خاصة فيما يتعلق بالأشقاء البالغين). هذا النوع من الحب بين الأشقاء يتغاضى عنه المجتمع ككل والناس بصفة عامة، بالتالي يلغي عمق المحبة التي تربط بين الأشقاء. الإخوة الذين كانوا جزءا من حياة كل منهما منذ الولادة وساعدوا في تشكيل ودعم هوية كل منهم، يفقد الباقين منهم على قيد الحياة بوفاة أحدهم ذلك الجزء من الهوية.
فعلاقة الأخوة هي علاقة فريدة من نوعها، حيث أنهما يتشاركان في علاقة خاصة وتاريخ مشترك منذ الولادة، ويكون لها دور ومكان معين في العائلة، غالبا ما يكمل بعضها البعض ويتشاركان كذلك في الصفات الوراثية. فالإخوة الذين يتمتعون بعلاقة وثيقة بشاركون في الحياة اليومية لكل منهما والمناسبات الخاصة، يكونون موضع ثقة لبعضهم البعض، يتشاركان الأفراح، قضاء وقت الفراغ معا (سواء كانوا من الأطفال أو الكبار) وتربطهم علاقة لا تعتمد فقط على الحاضر ولكنهم كذلك يخططون للمستقبل سويا (حتى في سنوات التقاعد).
لذلك الإخوة الذين يلعبون دورا رئيسيا في حياة كلا منهما الأخر يعتبرون ضرورين لبعضهما البعض. يمكن لعلاقة الأخوة أن تصبح أطول علاقة مميزة على مدى العمر، خسارتها تضاعف حزنهم. فالأشقاء الكبار يتوقعون في نهاية المطاف فقد الوالدين المسنين، الأشخاص الوحيدين الذين يشكلون جزءا لا يتجزأ من حياتهم منذ الولادة، لكنهم لا يتوقعون خسارة أشقائهم في عمر مبكر؛ نتيجة لذلك، عندما يموت أحد الأخوة، يواجه الأخوة الباقون على قيد الحياة فترة أطول من الصدمة وعدم التصديق.
بشكل عام، مع فقد أحد الأخوة، جزء كبير من ماضي وأيضا حاضر ومستقبل الأخوة الباقين على قيد الحياة يضيع. تجدر الإشارة إلى أنه إذا لم يكن الأشقاء على علاقة جيدة أو وثيقة مع بعضها البعض، فإن الشعور بالذنب الشديد يمكن أن يشعر به الأخوة الباقون على قيد الحياة (يمكن أن ينشأ الشعور بالذنب أيضا من: كونه حي، عدم تمكنه من منع الوفاة أو تشاجر مع شقيقه وما إلى ذلك). (للحصول على مزيد من التفصيل والمعلومات على ما سبق، أنظر "دراسة خسارة الشقيق" Understanding Sibling Loss شركة سيغنا؛ حزن الشقيق Sibling Grief"، ص جيل وايت، دكتوراه، تجربة موت الشقيق Surviving the Death of a Sibling، تي جيه راي).

### خسائر أخرى
قد يعاني الآباء والأمهات بسبب الفقد النهائي لأحد الأطفال بطريقة أخرى غير الموت. تختلف هذه الخسارة عن وفاة الطفل في طول عملية الحزن أو رفضها بسبب الأمل في استعادة العلاقة. في هذا المعنى، فقد الأطفال قد يكون نتيجة لأسباب مختلفة وكثيرة، بما في ذلك فقد الحضانة في إجراءات الطلاق؛ الإنهاء القانوني لحق الوالدين من قبل الحكومة، كما هو الحال في حالات الاعتداء على الأطفال؛ أو عن طريق الاختطاف أو لأن الطفل ترك المنزل طوعا (إما هارب أو للأطفال فوق سن 18، من خلال ترك المنزل قانونيا) أو لأن الأطفال الكبار يرفضون أو لا يستطيعون التواصل مع أحد الوالدين.
هناك خسائر أخرى كثيرة تودي بالأشخاص لمثل هذه التجارب، على الرغم من أن في كثير من الأحيان ليست بنفس الشدة. ردود فعل الخسارة قد تحدث بعد الخسارة لعلاقة رومانسية (أي الطلاق أو الانفصال)، مهنة، فقد الحيوانات الأليفة، المنزل، الأطفال الذين يغادرون المنزل (متلازمة البيت الفارغ)، مغادرة شقيق المنزل، صديق وظيفة أو رغبة، والإيمان بالدين، إلخ.
الشخص الذي يعشق وظيفته قد يشعر بنوع من الحزن إذا إضطر للتخلى عنها بسبب التقاعد، التسريح، الإصابة أو فقد الشهادة. في حين قد لا يكون رد الفعل قويا فقد تظهر آثار الخسارة في هذه الأشكال من الفجيعة. الذين تعرضوا لفقدان الثقة، يعانون أيضا شكل من أشكال الحزن. على سبيل المثال، الناس التي تم الاعتداء عليهم إما جسديا أو جنسيا وهم أطفال ربما يواجهوا مشاكل متعلقة بالثقة كأشخاص بالغين.

## التنوع الثقافي في الحزن الصحي
يتميز كل مجتمع بطرق محددة مثل الطقوس، أنماط الملابس، العادات الأخرى، كذلك المواقف، والتي تشجع المفجوعين أو يتوقع منهم أن يشاركوا فيها.
فيشير تحليل للثقافات الغير الغربية إلى تنوع المعتقدات حول استمرار العلاقات مع المتوفى. ففي اليابان، الحفاظ على العلاقة مع المتوفى مقبولة وتنفذ خلال طقوس دينية. وفي هوبي، أريزونا، ينسي الميت بسرعة وتستمر الحياة.
تحزن الثقافات المختلفة بطرق مختلفة، لكن كل الطرق تعتبر ضرورية في التكيف الصحي مع وفاة أحد الأحباء.

## وصلات خارجية
- «يوميات الحزن: الأسابيع الأخيرة مع والدتي.» إجراء إعادة فحص لعملية الحزن.
- «الحزن: دراسة الفجيعة» من قبل أورورك ميغان في Slate.com